# آونهایم
آونهایم (به فرانسوی: Auenheim) یک کمون در فرانسه با جمعیت ۸۳۱ نفر است که در Canton of Bischwiller واقع شده‌است.